# 佩里斯堡 (弗吉尼亚州)
佩里斯堡是美国弗吉尼亚州吉尔斯县的一个城镇，隶属于布莱克斯堡-克里斯琴斯堡。2010年人口普查时人口为2786人。